# Willem van Tyrus

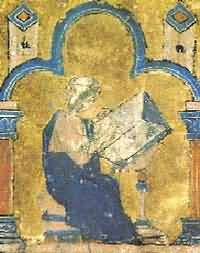
Willem van Tyrus
(13e eeuw), miniatuur uit manuscript La Conqueste de la terre d'outre mer, BnF

Willem van Tyrus (Jeruzalem, ca. 1130 - aldaar, 29 september 1185) was aartsbisschop van Tyrus en een schrijver van boeken over de kruistochten en de middeleeuwen. Hij was afkomstig uit een Italiaanse of Franse familie, die in de 12e eeuw naar de Levant was getrokken.

## Leven
Willem werd waarschijnlijk rond 1130 in Jeruzalem geboren, al is zijn precieze geboortedatum niet bekend. Over zijn ouders is nagenoeg niets overgeleverd. In een in 1961 in de bibliotheek van het Vaticaan teruggevonden hoofdstuk van zijn werk refereert hij weliswaar naar zijn ouders, zonder ze evenwel bij naam te noemen. Zijn vroegste opleiding kreeg hij in Palestina. Hij leerde er Latijn, Frans, Arabisch, Grieks en Hebreeuws en kende ook nog een paar andere oosterse talen. Vervolgens vertrok Willem om verder te studeren naar Europa, waar hij twintig jaar lang zou verblijven en les zou volgen aan de universiteit van Bologna en Parijs. Hij studeerde hier waarschijnlijk rechten (de universiteit van Bologna stond namelijk bekend om haar rechtenopleiding), hetwelke hem van pas kwam om op te klimmen in de kerk die steeds meer professionalisme eiste van de hogere clerus.
Willem wilde aanvankelijk helemaal geen historicus worden, maar de kerkelijke ladder beklimmen om uiteindelijk patriarch van Jeruzalem te worden. In 1163 keerde Willem terug naar Jeruzalem en werd daar canonicus van Tyrus. In 1167 werd Willem door koning Amalrik I van Jeruzalem benoemd tot aartsdiaken. Willem werd ook door de koning gevraagd om een Geschiedenis van de daden van koning Amalrik te schrijven. Waarom de koning precies Willem uitkoos, is niet geweten.
In de jaren 1170-1174 is Willem voor het overgrote deel bezig met de opvoeding van de leproze zoon van Amalrik, Boudewijn. In deze tijd schrijft hij nog wel veel en krijgt van Amalrik ook de opdracht om de kronieken van Jeruzalem voor de heerschappij van Amalrik te beschrijven. Willem legt zijn eerste werk neer en begint hieraan. Vervolgens heeft Amalrik nog een verzoek: of Willem niet ook een boek kan schrijven over de geschiedenis van de prinsen uit het oosten. In deze tijd werkt Willem simultaan aan deze drie werken. Dit is de eerste fase in zijn leven als historicus, hierin vervult hij de rol van schrijver onder het beschermheerschap van de koning.
De tweede fase van zijn leven nam een aanvang, toen koning Amalrik in 1174 overleed en door zijn zoon Boudewijn IV - Willems pupil - werd opgevolgd. Deze was echter dertien jaar oude en daarom werd Raymond van Tripoli aangesteld als tijdelijk regent. Toen Boudewijn twee jaar later meerderjarig werd verklaard en zelf het koningschap kon opnemen, legde Raymond zijn functie weer neer. Willem werd hierop de belangrijkste adviseur van koning Boudewijn. In de maanden daarop werd Willem zowel kanselier van het koninkrijk als aartsbisschop van Tyrus. Ondanks zijn drukke agenda als aartsbisschop en kanselier van het koninkrijk, wist Willem nog vele andere voorname dingen te verwezenlijken. Zo leidde hij de begrafenisriten bij het overlijden van Willem van Monferrat in 1177. Ook was hij hoofd van de delegatie van Jeruzalem tijdens het Derde Lateraans Concilie. In deze periode werkte Willem ook rustig door aan zijn werken, vaak lang onderbroken door zijn andere functies.
Hij trok op verzoek van de paus naar het Byzantijnse hof en verbleef er vervolgens twee jaar in dienst van de Byzantijnse keizer Manuel I Komnenos. In 1180 keerde Willem terug naar Jeruzalem. Er was echter veel veranderd, sinds zijn afwezigheid: Boudewijn IV was er slecht aan toe en zijn naderende einde zorgde voor een tweestrijd aan het hof. Omdat Willem bevriend was met Raymond van Tripoli en die uiteindelijk het onderspit moest delven, was Willem niet langer welkom aan het hof. Toen hij ook nog eens werd gepasseerd voor de positie van patriarch, een positie die hij al zijn hele leven ambieerde, zorgde dit ervoor dat hij zich grotendeels terugtrok uit het openbare leven, waarmee de derde fase van zijn leven werd ingezet.
Deze derde fase betekende het begin van Willem die als objectieve observator, niet langer verbonden aan het hof, aan geschiedschrijving deed. In deze fase werkte hij zijn Historia rerum in partibus transmarinis gestarum af, een werk dat uiteindelijk drieëntwintig boeken zou tellen, waarbij in de eerste vijftien boeken de figuur van Godfried van Bouillon centraal stond.
Wanneer hij juist is overleden, is niet geweten, al kan het niet later dan het jaar 1185 zijn.

## Relevantie werk
Willems werk onderscheidt zich op meerdere vlakken van andere historici uit zijn tijd.
Ten eerste is er zijn kritische houding tegenover de bronnen. Ook al is hij hier in zijn werken niet overal even consequent in, toch is het duidelijk dat er over het geheel gezien in zijn werk een duidelijke neiging is naar de waarheid.
Ten tweede valt in zijn werk zijn objectiviteit op, zelfs bij gebeurtenissen die hij zelf heeft meegemaakt. Dit valt voornamelijk op voor de gebeurtenissen na 1180.
In het verlengde hiervan ligt het feit dat Willem in zijn werk boven vooroordelen uitstijgt. Het was zijn werk dat het westerse beeld van Saladin bijvoorbeeld bijstelde.
Een ander punt waarin Willem verschilde van zijn tijdgenoten was de enorme variatie aan onderwerpen die hij belangrijk achtte om te noemen. Zo beschreef hij veel geografische plaatsen en had hij in zijn werk ook veel aandacht voor genealogie, maar ook kunst, literatuur en muziek.
Willem besteedde ook veel aandacht aan de menselijke aspecten in de geschiedenis, aan oorzaken en gevolgen van menselijk handelen, iets wat uniek was voor die tijd.
Door zijn uitweidingen over deze verscheidene onderwerpen, is het echter moeilijk om de in zijn werk vermelde - vooral kleinere - gebeurtenissen te dateren.
Zijn werk is de belangrijkste informatiebron over de eerste periode van de Tempeliers, al schreef hij meer dan vijftig jaar na de gebeurtenissen en baseerde zich op getuigenissen uit de tweede of derde hand.

## Werken
- Gesta orientalium principum
- Historia rerum in partibus transmarinis gestarum
- Willelmi Tyrensis Archiepiscopi Chronicon

## Geraadpleegde bronnen
- A.C Krey, William of Tyre: The Making of an Historian in the Middle Ages, in Speculum 2 (1941), pp. 149-166.
- Willem van Tyrus, Historia rerum in partibus transmarinis gestarum XIX 12.